# Parallelia septentrionis
Parallelia septentrionis là một loài bướm đêm trong họ Erebidae.